# Leucozona kingdonwardi
Leucozona kingdonwardi är en tvåvingeart som beskrevs av Ghorpade 1994. Leucozona kingdonwardi ingår i släktet lyktblomflugor, och familjen blomflugor. Inga underarter finns listade i Catalogue of Life.